# 豊上駅
豊上駅（プンサンえき、朝鮮語: 풍상역）は、朝鮮民主主義人民共和国咸鏡南道栄光郡にある駅で、新興線に属する。 

## 隣の駅
新興線
栄光駅 - 豊上駅 - 千仏山駅